# GTF2E2
GTF2E2 (англ. General transcription factor IIE subunit 2) – білок, який кодується однойменним геном, розташованим у людей на короткому плечі 8-ї хромосоми. Довжина поліпептидного ланцюга білка становить 291 амінокислот, а молекулярна маса — 33 044.
| 10         |  | 20         |  | 30         |  | 40         |  | 50         |
| ---------- |  | ---------- |  | ---------- |  | ---------- |  | ---------- |
| MDPSLLRERE |  | LFKKRALSTP |  | VVEKRSASSE |  | SSSSSSKKKK |  | TKVEHGGSSG |
| SKQNSDHSNG |  | SFNLKALSGS |  | SGYKFGVLAK |  | IVNYMKTRHQ |  | RGDTHPLTLD |
| EILDETQHLD |  | IGLKQKQWLM |  | TEALVNNPKI |  | EVIDGKYAFK |  | PKYNVRDKKA |
| LLRLLDQHDQ |  | RGLGGILLED |  | IEEALPNSQK |  | AVKALGDQIL |  | FVNRPDKKKI |
| LFFNDKSCQF |  | SVDEEFQKLW |  | RSVTVDSMDE |  | EKIEEYLKRQ |  | GISSMQESGP |
| KKVAPIQRRK |  | KPASQKKRRF |  | KTHNEHLAGV |  | LKDYSDITSS |  | K          |

A: Аланін

C: Цистеїн

D: Аспарагінова кислота

E: Глутамінова кислота

F: Фенілаланін

G: Гліцин

H: Гістидин

I: Ізолейцин

K: Лізин

L: Лейцин

M: Метіонін

N: Аспарагін

P: Пролін

Q: Глутамін

R: Аргінін

S: Серин

T: Треонін

V: Валін

W: Триптофан

Кодований геном білок за функцією належить до фосфопротеїнів. 
Задіяний у таких біологічних процесах, як транскрипція, регуляція транскрипції, ацетилювання. 
Білок має сайт для зв'язування з ДНК. 
Локалізований у ядрі.